# リバティ州立公園
リバティー州立公園（Liberty State Park）は、アメリカ合衆国ニュージャージー州のジャージーシティにある都市公園である。
ハドソン川の河口にあり、対岸はマンハッタンのバッテリー・パークである。

## 概要
1976年に開園した。ダウンタウン・ジャージーシティの南に位置している。公園の大部分は埋め立て地であり、かつて鉄道駅や貨物ヤード、工場、倉庫などが立地していた。土壌が汚染されているため約100ヘクタールの立ち入り禁止地区がある。この地区は森や干潟になっており、長い期間をかけて自然の力で浄化する計画である。マイケル・グレイヴス設計の自然観察棟がある。
公園の北部はかつてニュージャージー・セントラル鉄道のターミナル駅があった所で駅の建物が保存されている。現在は観光案内所として利用されている。駅舎の前の桟橋は昔ヨーロッパからの移民船が到着した場所であり、記念碑が置かれている。現在は観光フェリーが発着しており、リバティ島行き、エリス島行きの便がある。
公園内には2001年のアメリカ同時多発テロ事件で犠牲となったニュージャージー州関係者749人を追悼する施設がある。ワールドトレードセンター跡地に建つワン・ワールド・トレード・センターが良く見える位置に配置されている。

## 交通
- ハドソン・バーゲン・ライトレールの駅が近くにある。
- リバティー島とエリス島にはバッテリー・パークからもフェリーが運航している。

## ギャラリー

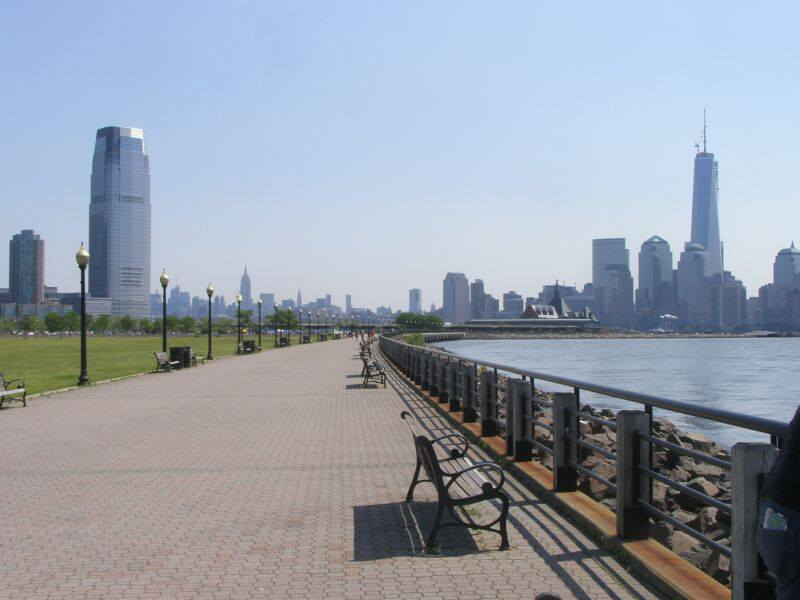
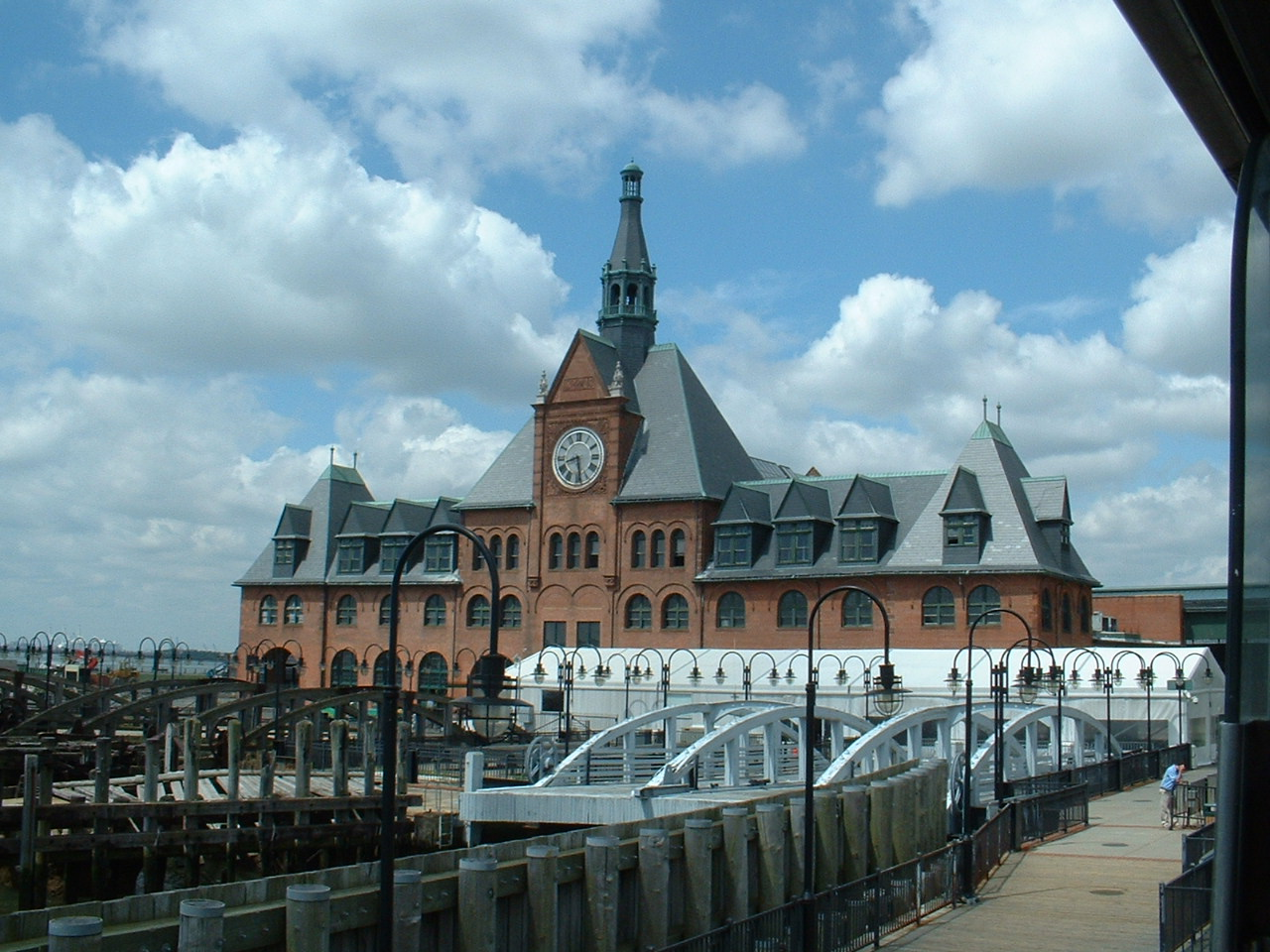
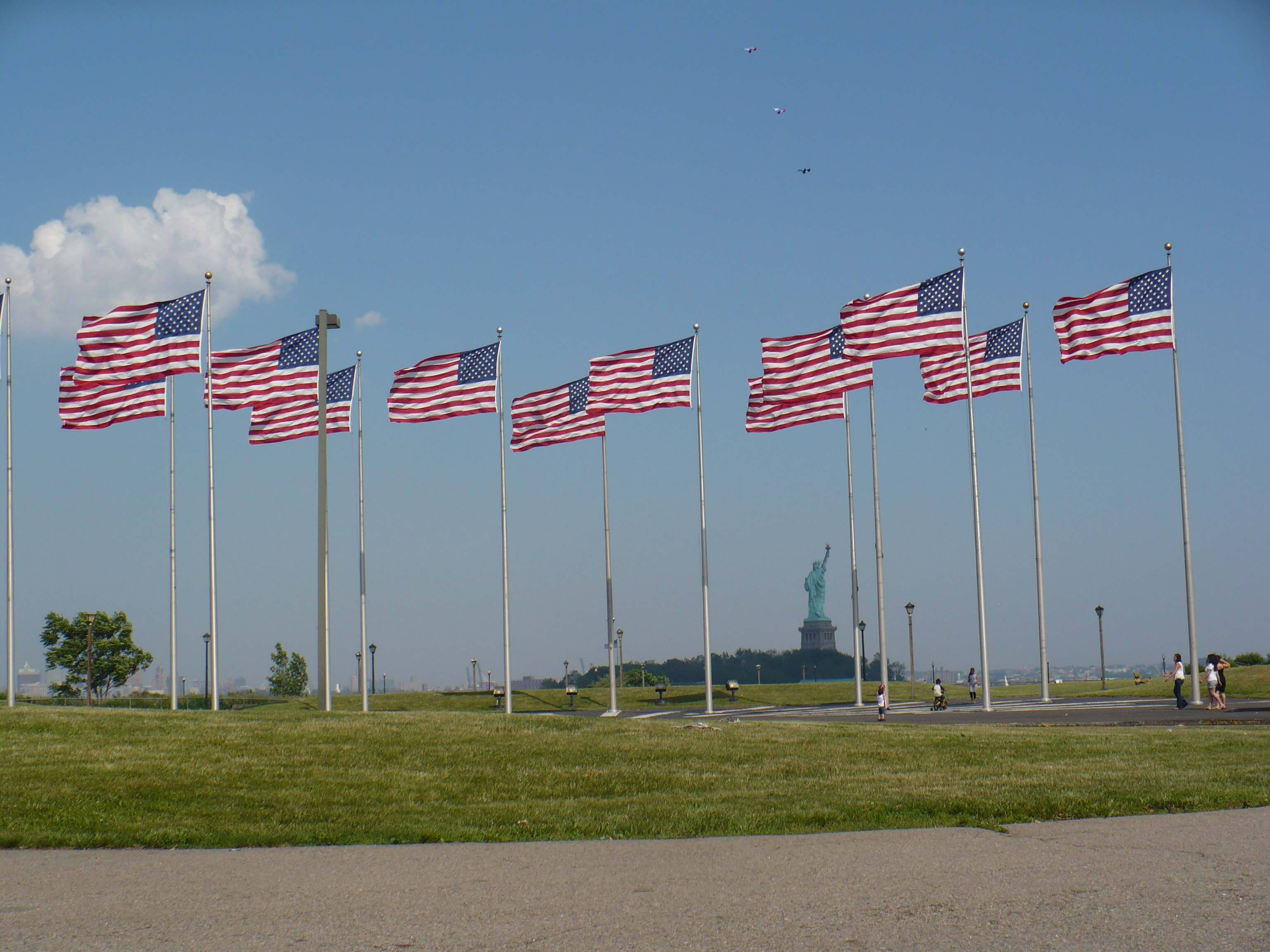